# Attila József
Dans le nom hongrois József Attila, le nom de famille précède le prénom, mais cet article utilise l’ordre habituel en français Attila József, où le prénom précède le nom.
Attila József (en hongrois József Attila [ˈjoː.ʒɛf ˈɒ.til.lɒ]), né le 11 avril 1905 à Budapest et mort le 3 décembre 1937 à Balatonszárszó au bord du lac Balaton, est un poète hongrois. Poète de la révolte, son poème De l'air !, écrit avant la Seconde Guerre mondiale pendant le régime dictatorial de Horthy, fut repris par les Hongrois en octobre 1956, et a fait la première page de la revue estudiantine Po Prostu en 1956, revue d'intellectuels publiée de 1947 à 1957.

## Biographie

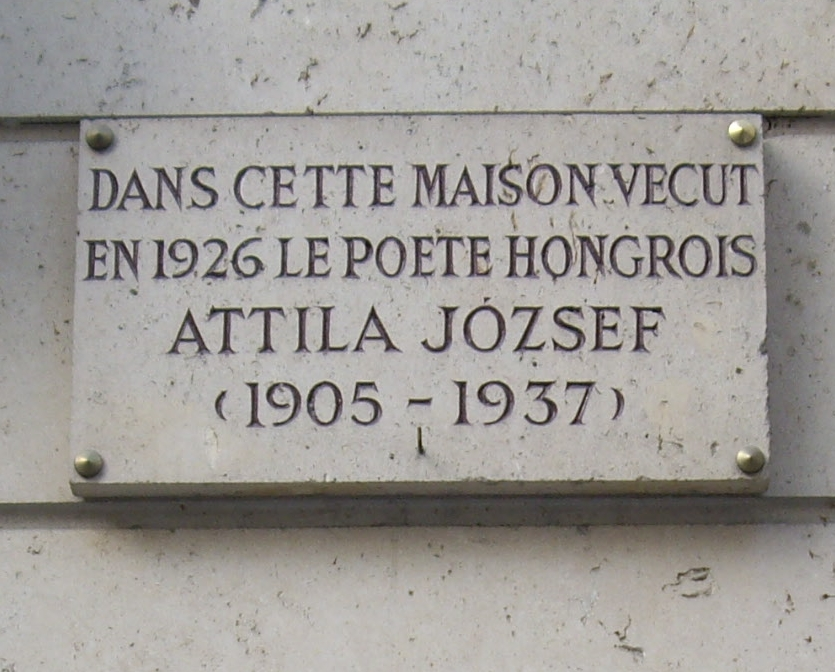
Plaque au no 4 rue du Vieux-Colombier (6e arrondissement de Paris), où il vit en 1926.

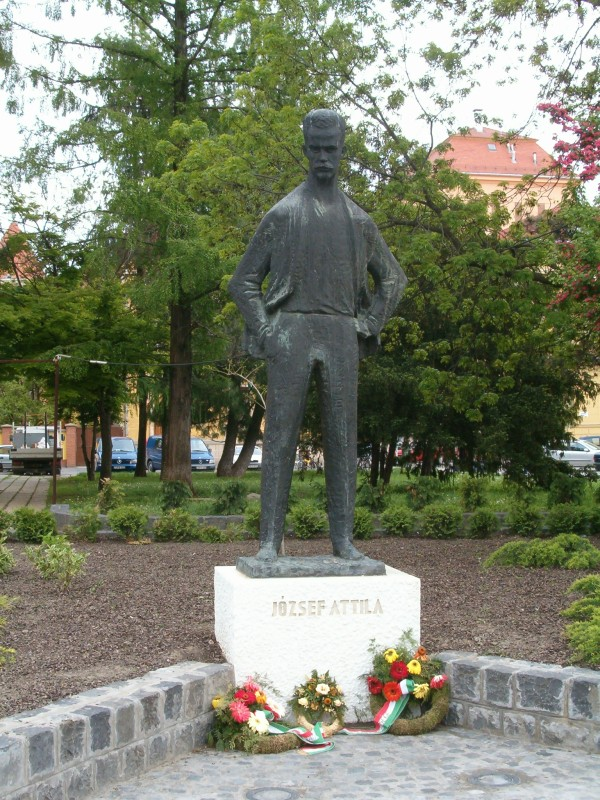
Statue d'Attila József à Szeged.

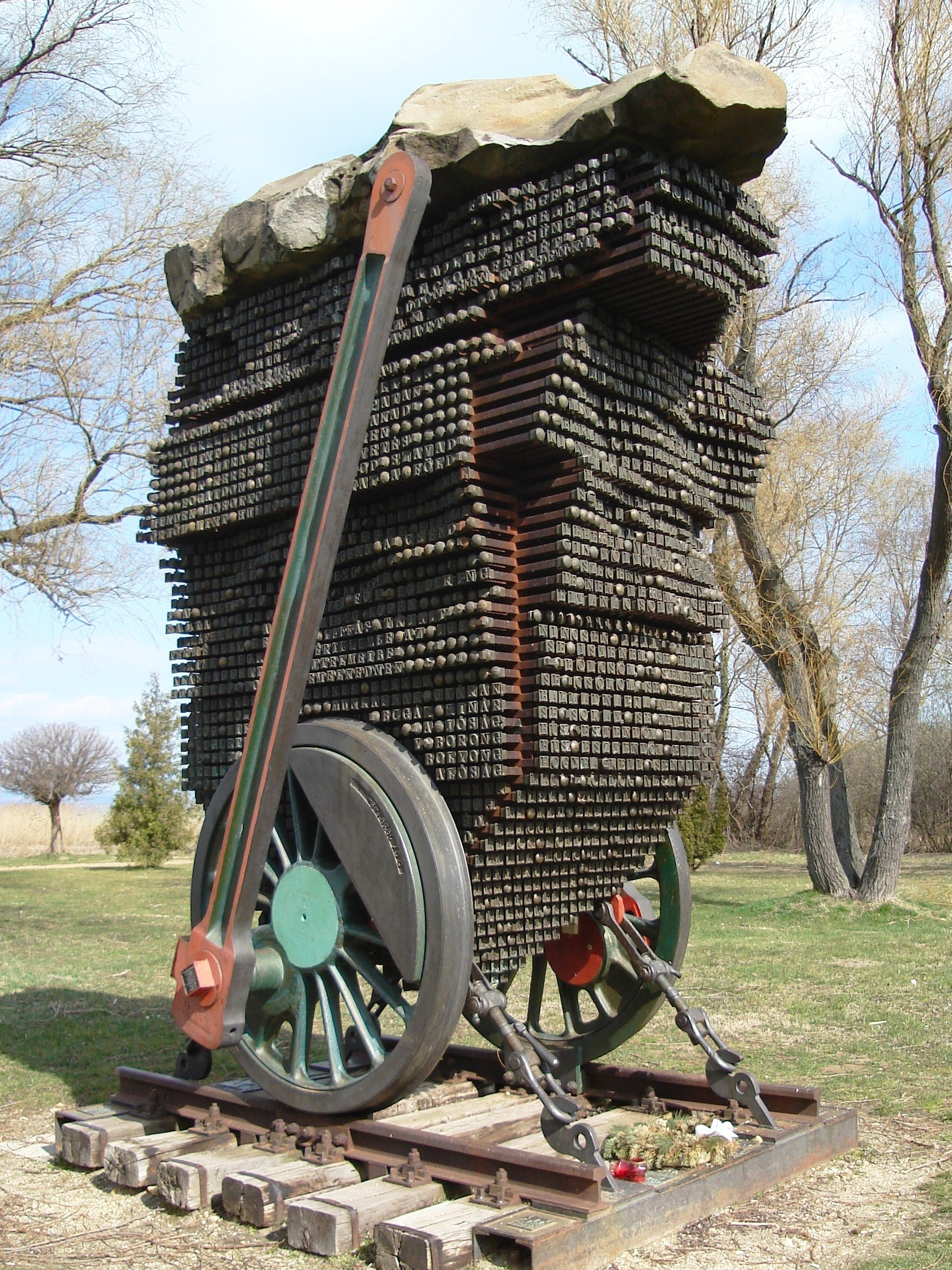
Monument commémoratif à Balatonszárszó.

Fils d'Áron József, ouvrier dans l'industrie savonnière d'origine roumaine, et d'une paysanne hongroise Borbála Pőcze, il naît à Ferencváros, un quartier pauvre de Budapest. Il a deux grandes sœurs : Eta et Jolán. Il n'a que trois ans quand son père abandonna sa famille. Celle-ci vit dans une extrême pauvreté, sa mère, blanchisseuse, pouvant à peine s'occuper de ses trois enfants et payer la location du petit appartement où ils vivaient. Elle confie Etelka et Attila à des parents adoptifs du village d'Öcsöd, où ce dernier travaille dans une ferme. On fait remplir la pénible tâche de porcher à cet enfant qui finira en loques et couvert d'ecchymoses. Là-bas, son père adoptif ne respecte pas même son prénom et l'appelle « Pista » ; les conditions de vie y sont si dures qu'il s'enfuit pour retrouver sa mère à Budapest.
Sa mère meurt en 1919, à 43 ans. Son beau-frère Ödön Makai (hu), avocat et époux de sa sœur Jolán, le prend alors en charge et lui offre des études dans un bon lycée. Après être tombé amoureux de la fille du proviseur et avoir publié un poème sur cette idylle, Attila se voit interdit de toute publication. Il en est désespéré, tente de mettre fin à ses jours puis est chassé du lycée. Plus tard, il parviendra à passer le baccalauréat en assimilant en quelques mois le programme de deux ans d'étude.
Attila Jozsef a 18 ans et demi quand son destin de poète trouve une nouvelle dimension sur la scène publique. Le 19 octobre 1923, dans la revue Kékmadar (L'oiseau bleu), il publie un poème, Le Christ révolté, qui va lui attirer les foudres du régime très moraliste de l'amiral Horthy, le dirigeant de la Hongrie. Accusé de blasphème dans ce poème où il est demandé au Christ plus de justice et plus de compassion face au malheur d'un pauvre travailleur, le poète doit comparaître devant un tribunal. Il est condamné à huit mois de prison, mais la Cour Suprême annulera un peu plus tard cette condamnation. Il est ensuite reçu à la Faculté des lettres de l'université de Szeged - son rêve étant de devenir enseignant - mais il s'en détourne à cause d'un conflit avec un professeur scandalisé par la provocation de l'un de ses poèmes. Attila a bien l'intention d'y préparer deux licences, l'une de hongrois et l'autre de français, mais la publication de son poème Cœur pur dans un journal local effraie les sensibilités conservatrices et les professeurs de l'Université. Dans ce poème, il crie qu'il est orphelin, qu'il n'a « ni dieu, ni patrie », qu'il est affamé et qu'il tuerait s'il le fallait. « Ma puissance, c'est vingt ans / Ma puissance, je la vends.» Ce poème, perçu comme un cri de révolte, et qui fait beaucoup de bruit jusque dans les colonnes des critiques de Budapest, recueille louanges et réprobation. Son professeur de linguistique, ulcéré par cette publication, fait savoir au jeune poète qu'il est prêt à tout mettre en œuvre pour s'opposer à son projet d'entrer dans l'enseignement. Attila, qui a tout juste vingt ans, comprend que sa place n'est plus à l'université et la quitte.
Ayant gagné en notoriété, acclamé par ses pairs, Attila Jozsef rentre à Budapest où il espère vivre de sa plume, mais très vite il déchante. Il décide alors de voyager. Il se rend d'abord à Vienne où il rencontre de nombreux poètes, et il commence à s'intéresser aux grands mouvements de l'Europe occidentale : dadaïsme, surréalisme et expressionnisme. Puis il se rend à Paris où il se trouve au plus près de cette révolution littéraire et esthétique. Il y rencontre des peintres, des poètes surréalistes et fait la connaissance de Tristan Tzara. Attila en est ravi ; pourtant, il n'aura lui-même jamais recours à l'inspiration surréaliste dans sa poésie si proche du travailleur, des malheurs du peuple opprimé et de ses propres tourments.
Rentré au pays, Attila Jozsef poursuit son écriture poétique. En 1929, il publie son recueil Ni père, ni mère et, deux ans plus tard, son recueil Abattre les chênes contenant des poèmes militants dans un contexte de revendications ouvrières et de grande tension entre le peuple en souffrance et le régime de plus en plus autoritaire. Le parquet engage des poursuites contre le poète et ses éditeurs pour « excitation de la classe ouvrière à la haine » et pour « attentat à la pudeur». À ce moment critique, la santé mentale d'Attila se dégrade, lequel se voit contraint d'avoir recours à un traitement psychanalytique. Dans le champ politique, il se trouve en position du révolté harcelé. Il est de nouveau inculpé à la suite de la découverte, chez un ami communiste, de son poème Ceux que l'on a raflés. Attila Jozsef, qui vient de se rapprocher du parti communiste clandestin dont les membres sont durement réprimés en cas d'arrestation, a écrit ce poème à la demande du Secours Rouge, organisme d'entraide administré depuis Moscou : « Questionnés, torturés, malgré tout nous tenons... / Pense à nous, camarade, à nous tournant en rond / Qui regardons au loin du fond de la prison... » Et plus loin : «... Frère, il te faut aider ceux que l'on a raflés.» Par ce poème, qui deviendra célèbre en Hongrie, Attila subit de nouveau un procès duquel il va ressortir relaxé.
Attila Jozsef n'est pas libéré pour autant de toute vexation politique. C'est du côté de ses frères de lutte communistes que les critiques vont pleuvoir contre lui. Au sein du Parti, son esprit de révolté indépendant finit par être taxé de « rétrograde », par certains côtés de « bourgeois », et l'on juge « contre-révolutionnaire » son style poétique de facture classique. Se sentant rejeté, le poète est mis en demeure de quitter le Parti bien qu'il n'ait rien perdu de sa foi révolutionnaire. Selon Armand Robin, poète et traducteur, « József fut en butte à toutes sortes de persécutions, puis fut exclu du parti communiste hongrois pour crime d'"idéalisme" ».
À partir de ce moment, Attila Jozsef essaye de se prendre en charge lui-même grâce au peu d'argent qu'il gagne en publiant ses poèmes. Il commence à montrer des signes de schizophrénie et est soigné par des psychiatres. Le poète se montre très intéressé par les théories psychanalytiques de Freud et se prête volontiers aux tests qu'on lui fait subir, mais sa neurasthénie chronique persiste. Son instabilité psychique se fait ressentir dans ses relations amoureuses. Délaissant assez sèchement la fervente communiste Judit Szántó (hu), pourtant fidèle et dévouée à son égard, Attila déclare ouvertement sa flamme pour une jeune inconnue dans un poème intitulé Ode écrit en 1933. À la découverte du poème, Judit tente de se suicider, mais Attila, guère déconcerté par son geste, continue de se tenir à distance de l'amour que lui voue la jeune femme blessée. C'est dans cette même année 1933 que l'écrivain d'origine hongroise Arthur Koestler fait la connaissance d'Attila Jozsef à Budapest ; ils ont le même âge. Dans son autobiographie Hiéroglyphes, il décrit Attila de cette manière : « Il était Magyar pur sang, de souche paysanne, de taille moyenne, mince, maigre, musclé ; il se tenait droit comme un sergent-major ; son visage étroit avait un front haut, des yeux bruns au regard tranquille. » Koestler dit d'Attila qu'il est un « authentique prolétaire et un véritable révolutionnaire » ; il le présente comme un passionné très volubile qui peut tenir la conversation pendant des heures sur un même sujet et qui est apparemment « tout à fait normal, à part quelques excentricités et marottes intellectuelles telles que la psychanalyse et la dialectique marxiste».
La vie de poète d'Attila Jozsef se poursuit difficilement, marquée par une santé mentale de plus en plus fragile et une quête sentimentale vaine. Au cours d'une nouvelle cure psychanalytique, il tombe éperdument amoureux de son analyste Edit Gyömroi, âgée de huit ans de plus que lui. Celle-ci refuse les avances obstinées de son patient et doit mettre fin à la cure à l'automne 1936. Attila ressort très affecté de cette expérience et s'enfonce dans la maladie en écrivant des poèmes où persistent son ressentiment et l'expression d'une psychologie morbide parfois virulente. Il se sent très proche de la folie, il en a peur et projette ses états tourmentés dans l'écriture. Il est malheureux de n'avoir jamais pu surmonter la mort de sa mère quand il avait quatorze ans ; ce drame le poursuit et perturbe sa vie sentimentale. À la fin de 1936, il écrit le poème Au secours ! où il supplie qu'on veuille bien l'aimer : « Ah, aimez-moi farouchement / Chassez de moi le long tourment / (...) Aimez-moi ! Je pleure, je crie / J'ai peur, j'ai peur du châtiment ! ».
Au printemps de 1937, Attila Jozsef vit son dernier amour. Il vient de rencontrer une jeune fille, Flóra Kozmutza (hu) ; comme à son habitude, il tombe profondément amoureux. Aussitôt, il lui dédie des poèmes, non dénués parfois d'une certaine exigence, comme dans Pour Flόra où il avoue qu'à défaut de recevoir un amour absolu de sa bien-aimée, il préfère se donner la mort. Attila se voue à sa nouvelle passion sans retenue, mais ce sera jusqu'aux limites de la déraison. Pendant tout ce printemps, revigoré par cet amour, il écrit beaucoup, clame son bonheur et compose un poème devenu très célèbre en Hongrie Pour mon anniversaire (Születésnapomra) où il se remémore avec une ironie joviale ses anciens déboires à l'université qui l'ont conduit à une grande précarité matérielle. Dans son inspiration poétique, il renoue aussi avec son idéal politique en se rangeant du côté des plus démunis. Au mois de mai, il écrit son célèbre poème Ma patrie qui se décline en sept sonnets où il évoque les souffrances qui accablent son pays, les « innombrables maux qui partout nous accablent. » Toutefois, ce vif élan du printemps qui porte le poète à écrire des vers qui entreront dans la postérité ne dure pas. Flόra est hospitalisée pour une pneumonie et Attila commence à douter de lui-même dans sa capacité à affronter de nouvelles épreuves. Quand la jeune fille, rétablie, lui propose de venir passer l'été avec sa famille dans une maison de vacances, Attila panique devant cette générosité qui lui est tendue et les joies auxquelles il se refuse, rattrapé par ses tourments. Dès lors, pour Attila, tout va aller de mal en pis.
À la mi-juillet, le poète intègre un établissement privé pour y recevoir des soins psychiatriques. Il y reste plusieurs mois. Dans cette période, il écrit des poèmes où se dégage sa résignation face à deux fatalités auxquelles il pense ne plus pouvoir échapper : la folie et la mort. Il charge d'insignifiance sa vie et ses travaux d'écriture ; il en fait l'aveu dans son poème Je suis vaincu. Quand il quitte la clinique au cœur de l'automne, le désespoir le suit. Il écrit ses derniers poèmes en novembre. Dans Mes chers amis, il clame : « Mes chers amis qui pensez à ce fou / ... Transi, je veux me souvenir de vous / Car tristesse vient au froid se mêler / ... Pensez à moi sans trop vous moquer. » Neuf jours avant sa mort, il écrit le dernier poème qui nous soit connu de lui. Les premiers mots y sont révélateurs de son état d'esprit et de sa conviction que c'en est fini pour lui : « Voici qu'enfin j'ai trouvé ma patrie... ». Le poème se poursuit par ces vers : « Voici la terre où mon nom s'écrira / Sur mon tombeau sans qu'on me l'estropie / Si veut m'enterrer qui m'enterrera. » Durant les dernières semaines de sa vie, Attila est confié aux soins de ses deux sœurs qui habitent un petit village au bord du lac Balaton.

### La mort d'Attila Jozsef
Il meurt le 3 décembre 1937 à l'âge de 32 ans, à Balatonszárszó, écrasé par un train. Un mémorial est érigé non loin de l'endroit de sa mort. La thèse généralement acceptée est celle du suicide ; certains considèrent cependant que sa mort fut accidentelle. Diverses versions de sa mort existent. Arthur Koestler prétend, dans son témoignage sur Attila Jozsef, que le poète, ce soir de décembre, s'approche de la gare alors qu'un train de marchandises s'ébranle ; il se met à courir, passe sous la barrière, s'agenouille sur la voie et, face au convoi qui prend de la vitesse, il étend son bras droit entre deux wagons. Son bras sectionné sera retrouvé un peu plus loin. Dans son ouvrage sur Attila Jozsef, Jean Rousselot apporte des détails supplémentaires. Il prétend rapporter dans ses lignes le récit de trois jeunes gens qui furent témoins du suicide d'Attila. Selon ce témoignage, Attila pose ses deux mains sur les rails et glisse sa tête entre les roues d'un wagon. Puis il conclut par ces mots : « Le convoi traîna son corps sur une quinzaine de mètres. » Tous ceux qui penchent pour la thèse du suicide rappellent qu'Attila Jozsef a tenté plusieurs fois de se suicider dans sa vie. Dans les derniers mois de son existence, il était de plus en plus hanté par sa mort qu'il supposait proche. Dans les jours précédant son décès, il avait envoyé ses adieux par lettre à quelques-uns de ses amis et, le jour-même de sa mort, il écrivit ce billet à son médecin : « Je vous salue avec beaucoup d'affection. C'est en vain que vous avez tenté l'impossible. Signé : Attila Jozsef. »  Aujourd'hui, il est considéré comme l'un des plus grands poètes hongrois du XXe siècle.

## Œuvres
- József Attila Párizsban / Attila József à Paris  (ISBN 963-9352-80-2)
- A semmi ágán / Aux branches du néant : Poèmes d'Attila József  (ISBN 963-472-923-1)
- Dans cette banlieue : 50 poèmes hongrois du XXe siècle – A város peremén: egy évszázad félszáz magyar verse franciául  (ISBN 963-218-157-3)
- Complainte tardive (ASIN 2911914309)

Traductions françaises
- Quelques poèmes dans : Poésie non traduite d'Armand Robin, Gallimard, 1953
- Poèmes, trad. Ladislas Gara, Corvina / Éditeurs français réunis, Budapest-Paris, 1961[33], 203 p. avec une préface de Guillevic
- Le Miroir de l'autre, trad. Gábor Kardos, bilingue, collection Orphée, La Différence, 1997.  (ISBN 9232030985)
- Aimez-moi, L'Œuvre poétique, sous la direction de G. Kassai et J.-P. Sicre, Phébus, 2005  (ISBN 2-85940-588-7)
- À cœur pur, Poésie rock, livre-CD, trad. de Krisztina Rády[34] / CD : voix de Denis Lavant et Zsolt Nagy (hu) sur des musiques de Serge Teyssot-Gay, Le Seuil, 2008  (ISBN 978-2-02-096799-0)
- Ni père ni mère, trad. Guillaume Métayer, Sillage, 2010.  (ISBN 978-2-916266-74-9)
- Le Mendiant de la beauté, trad. Francis Combes, Cécile A. Holdban, Georges Kassai, Le temps des Cerises, 2014.  (ISBN 978-2841099382)

## Hommages
- Armand Robin lui a consacré deux émissions de la série Poésie sans passeport les 1er juin et 9 novembre 1952 (reproduites dans : Poésie sans passeport, Ubacs, 1990).
- L'économiste et historien Karl Polanyi a fait figurer des vers d'Attila József sur son cercueil.
- En 1982, György Kurtág a mis en musique des poèmes d'Attila József dans le cycle Attila József - Fragments, op. 20.
- Le chanteur Dick Annegarn a écrit la chanson en hommage à Attila József, Attila Joszef, parue sur l’album Approche-toi (1997)[35].
- Ce n'est pas moi qui clame – Noir Désir, hommage, paru sur l'album Noir Désir en images, 2005.
- Denis Lavant, accompagné par le guitariste de Noir Désir Serge Teyssot-Gay, a déclamé des textes d'Attila József au Festival des Vieilles Charrues en 2006.
- Krisztina Rády a mis en espace un spectacle sur Attila avec Denis Lavant sur des musiques de Serge Teyssot-Gay[36].
- Arthur Koestler parle de sa rencontre avec Attila József dans son livre Hieroglyphes (Calmann-Levy, 1955, p. 207-215).
- Patrick Modiano cite, sans référence ni auteur, les deux premières strophes de son poème Mama dans le roman La Petite Bijou (Folio Gallimard, 2001, p. 131).